# Steen Jørgensen Brahe
 Der er flere personer med dette navn, se Steen Brahe.
Steen Jørgensen Brahe (født 28. august 1623 på Hagenskov, død 26. februar 1677) var en dansk adelsmand, ældste søn af Jørgen Steensen Brahe. 
I 1640 sendtes han for sine studiers skyld udenlands og blev samme år immatrikuleret ved universitetet i Leiden. Efter sin hjemkomst fik han af sin fader overdraget herregården Knudstrup i Skåne og giftede sig derefter 6. september 1646 med Sophie Rosenkrantz, en datter af den lærde Holger Rosenkrantz. I 1653 blev han antaget til ritmester ved et skånsk kompagni af det nyoprettede nationale rytteri, men fik allerede 1657 afsked fra denne stilling. Under Svenskekrigen tog han på ny tjeneste og sendtes 1658 med en lille styrke til Lolland, hvor han dog kun kom tids nok til at tage del i Nakskovs uværdige overgivelse. Da krigen atter brød ud, gjorde han under hele Københavns Belejring tjeneste som generalkrigskommissarius. 
I 1661 var han blandt de adelsmænd, som forseglede souverænitetsakten. Efter freden fik han ligesom sine i Skåne bosatte standsfæller valget imellem enten at opgive sit jordegods eller også, i alt fald til en vis grad, slutte sig til den nye tingenes orden. Han synes at have valgt det sidste; men hans hjerte hang dog ved hans gamle fædreland, og da den Skånske Krig udbrød, sluttede han sig ligesom flertallet af sine landsmænd, høje og lave, til den danske sag og deltog som oberst og kæk partifører med hæder i krigen, men døde endnu inden dens slutning i Christiansstad. I hans gravskrift hedder det, at han var amtmand over Assens og Hindsgavl Amter, men det er ikke lykkedes at finde nogen udnævnelse for ham hertil.